# FC Luzern
FC Luzern, grundad 12 augusti 1901, är en fotbollsklubb i Luzern i Schweiz.

## Placering senaste säsonger
| Säsong  | Nivå | Liga                   | Placering | Referens | Notering |
| ------- | ---- | ---------------------- | --------- | -------- | -------- |
| 2021/22 | 1    | Schweiziska superligan | 9         | [ 1 ]    |          |
| 2022/23 | 1    | Schweiziska superligan | 4         | [ 2 ]    |          |
| 2023/24 | 1    | Schweiziska superligan | 7         | [ 3 ]    |          |

## Nuvarande trupp
| Nr | Land      | Pos | Namn            |
| -- | --------- | --- | --------------- |
| 1  | Schweiz   | MV  | Pascal Loretz   |
| 2  | Schweiz   | F   | Severin Ottiger |
| 4  | Schweiz   | F   | Luca Jaquez     |
| 5  | Schweiz   | F   | Denis Simani    |
| 6  | Schweiz   | MF  | Ardon Jashari   |
| 7  | Tyskland  | MF  | Max Meyer       |
| 10 | Schweiz   | MF  | Kevin Spadanuda |
| 10 | Schweiz   | MF  | Samuele Campo   |
| 11 | Frankrike | MF  | Teddy Okou      |
| 13 | Tjeckien  | F   | Martin Frýdek   |
| 14 | Schweiz   | MF  | Luuk Breedijk   |
| 16 | Slovakien | MF  | Jakub Kadák     |
| 17 | Togo      | A   | Thibault Klidjé |
| 18 | Schweiz   | MF  | Nicky Beloko    |

| Nr | Land      | Pos | Namn              |
| -- | --------- | --- | ----------------- |
| 19 | Uruguay   | A   | Joaquín Ardaiz    |
| 20 | Tyskland  | F   | Pius Dorn         |
| 21 | Portugal  | A   | Asumah Abubakar   |
| 22 | Schweiz   | F   | Dario Ulrich      |
| 23 | Schweiz   | F   | Mauricio Williman |
| 27 | Schweiz   | A   | Lars Villiger     |
| 30 | Kosovo    | F   | Ismajl Beka       |
| 33 | Schweiz   | F   | Leny Meyer        |
| 41 | Schweiz   | MF  | Noah Rupp         |
| 44 | Schweiz   | MV  | Diego Heller      |
| 46 | Schweiz   | F   | Marco Burch       |
| 69 | Frankrike | MF  | Sofyan Chader     |
| 90 | Serbien   | MV  | Vaso Vasić        |
| 99 | Schweiz   | A   | Kemal Ademi       |

## Kända spelare
- Ottmar Hitzfeld (1980-1983)
- Adrian Knup (1989-1992)
- René Van Eck (1990-1998)
- Peter Aleksandrov (1995-1998)
- Remo Meyer (1997-2002)
- Alex Frei (1999-Dec.2000)
- Blaise Nkufo (2000)
- Christoph Spycher (1999-2002)
- Kubilay Türkyilmaz (1999/2001)
- Ike Shorunmu (2002)
- Christian Schwegler (2002-2005)
- Pirmin Schwegler (2003-2005)
- Ratinho (2004-2005)

## Tränare
Tränare i urval.
- Jean-Paul Brigger
- Andy Egli
- Ryszard Komornicki
- Raimondo Ponte
- Hans-Peter Zaugg
- Urs Schönenberger
- René Van Eck
- Ciriaco Sforza